# Шкотски језик
Шкотски је германски језик који се говори у Шкотској и деловима Алстера.
С обзиром да не постоје јасни критеријуми за разликовање језика од дијалекта, постоје различита мишљења о лингвистичком, историјском и социјалном статусу шкотског језика. Шкотски се често сагледава као варијанта староенглеског језика, али постоји мишљење да се ради о посебном германском језику, блиском норвешком или данском.

## Историја
Нортумбријски дијалект староенглеског језика настао је на простору данашње југоисточне Шкотске до реке Форт до 17. века. Углавном је остао ограничен на ово подручје до 13. века, и коришћен је у свакодневној употреби док је гелски коришћен као званични језик пред судом. Временом се на овом подручју развио средњоенглески, познат и као рани шкотски који је временом почео да се разликује од нортумбријског дијалекта услед имиграције из скандинавских земаља. Касније су велики утицај на шкотски имали романски језици, латински и нормански француски а касније и француски, холандски и средњонемачки језик услед трговине и имиграције.
Од 13. века рани шкотски се проширио у Шкотској, услед јачања шкотских институција и слабљења француског утицаја. До 16. века развио се средње шкотски језик који је био углавном независан у односу на енглески. Од 1610. до 1690. око 200.000 Шкота населило је област Улстер у Ирској. У неким областима Шкоти су били многобројнији у односу на енглеске насељенике. Савремени шкотски се развио након 1700. када је савремени енглески прихваћен као књижевни језик.

## Статус
До Уговора о Унији из 1707, када су Шкотска и Енглеска приступиле стварању Краљевства Велике Британије, постоје броји докази да су Шкоти задржавали свој језик као независан.
Данашња влада Велике Британије прихвата шкотски као регионални језик и признат је као регионални или мањински језик у Европи.